# Quadricalcarifera bella
Quadricalcarifera bella är en fjärilsart som beskrevs av Bethune-Baker 1904. Quadricalcarifera bella ingår i släktet Quadricalcarifera och familjen tandspinnare. Inga underarter finns listade.